# أليسن هانيغان
أليسن هانيغان (بالإنجليزية: Alyson Hannigan)‏ من مواليد 24 مارس 1974. هي ممثلة ومقدمة برامج تلفزيونية أمريكية.

## سيرة شخصية
ولدت هانيجان في واشنطن العاصمة وهي الطفلة الوحيدة لإميلي وكيلة عقارات ، وآلان هانيغان سائق نقابة سائقي الشاحنات الدولية. والدها من أصل أيرلندي وأمها يهودية. تزوجت هانيجان من ممثل أليكسيس دينيسوف في ديزرت هوت سبرينغز ، كاليفورنيا يوم 11 أكتوبر 2003. يعيش الزوجان في إنسينو ، لوس أنجلوس  مع ابنتيهما: ساتيانا ماري ولدت في مارس 2009 ،  وكيفا جين ولدت في مايو 2012.

## مواقع خارجية
- أليسن هانيغان على موقع IMDb (الإنجليزية)
- أليسن هانيغان على موقع ميتاكريتيك (الإنجليزية)
- أليسن هانيغان على موقع روتن توميتوز (الإنجليزية)
- أليسن هانيغان على موقع قاعدة بيانات الأفلام العربية
- أليسن هانيغان على موقع ألو سيني (الفرنسية)
- أليسن هانيغان على موقع ميوزك برينز (الإنجليزية)
- أليسن هانيغان على موقع تيرنر كلاسيك موفيز (الإنجليزية)
- أليسن هانيغان على موقع أول موفي (الإنجليزية)
- أليسن هانيغان على موقع قاعدة بيانات الأفلام السويدية (السويدية)
- أليسن هانيغان على موقع إن إن دي بي (الإنجليزية)